# St. Urban (Tafertsweiler)

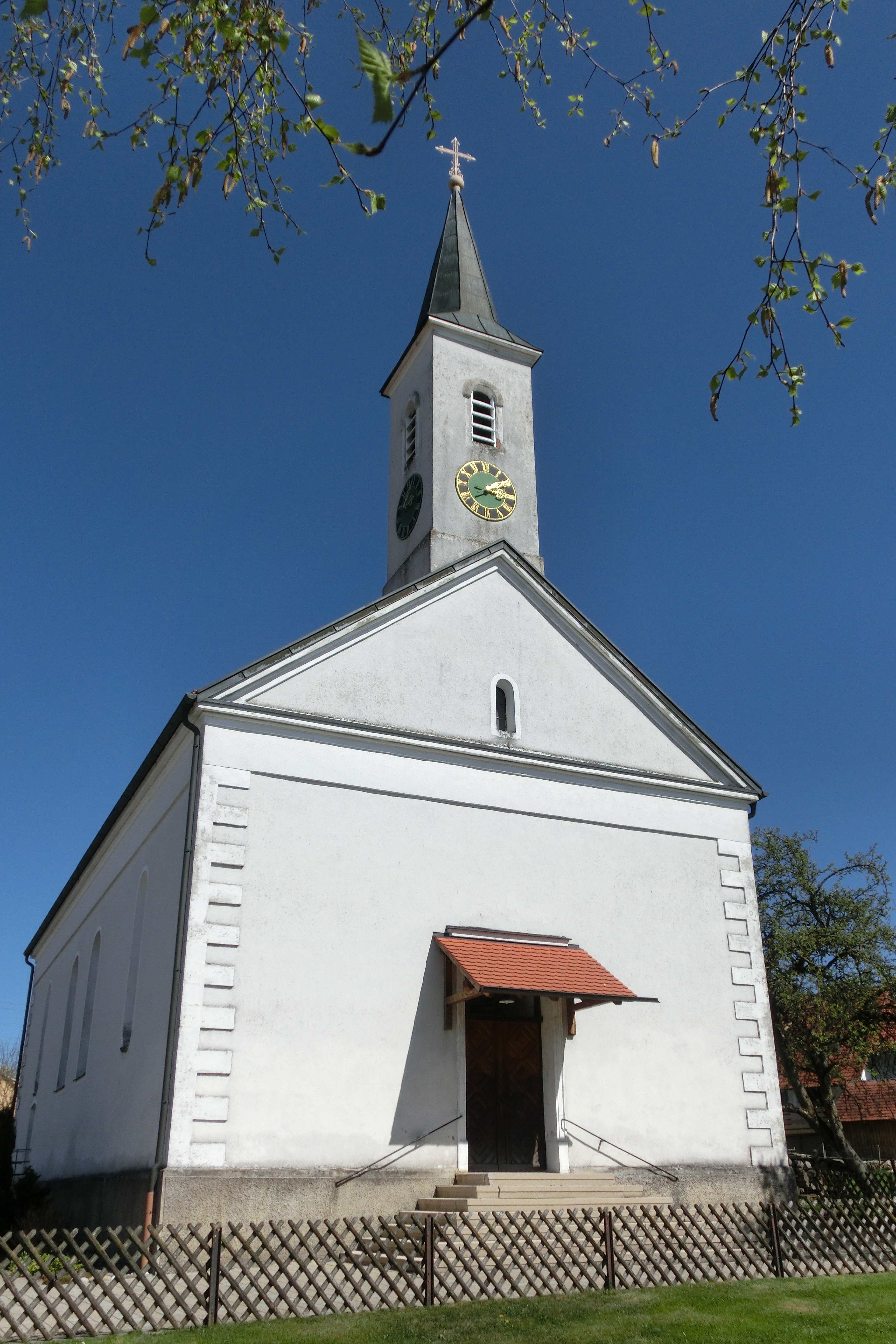
St. Urban

Die Pfarrkirche St. Urban ist ein römisch-katholischer Sakralbau in Tafertsweiler, einem Teilort der Gemeinde Ostrach im baden-württembergischen Landkreis Sigmaringen. Die Kirche gehört zur Kirchengemeinde Ostrachtal im Dekanat Sigmaringen-Meßkirch der Erzdiözese Freiburg.

## Beschreibung

### Bauwerk
Das Gebäude besteht aus einem rechteckigen, mit einem Satteldach bedeckten Langhaus, einem eingezogenen Chor mit Fünfachtelschluss und einem über der Eingangsfassade auf dem First aufsitzenden Glockenturm mit steilem Pyramidendach.

### Glocken
Auf den 12. Juli 1891 legte der Kirchenrat der Pfarrgemeinde Sankt Urban in Tafertsweiler die Weihe der drei Glocken im Gewicht von 14 Zentnern, die von den Geschwistern Steurer gestiftet und von der Firma Fr. Blersch in Überlingen hergestellt wurden. Die Festpredigt wurde von Pater Lambert aus Gorheim gehalten, zur Feier des Tages spielte die Musikkapelle Ostrach. Ob auf dem Turm der Kirche bereits vor dieser Weihe schon eine oder mehrere Glocken hingen, ist unbekannt. Eine Überlieferung besagt allerdings, dass irgendwann im 19. Jahrhundert die Pfarrgemeinde Sankt Luzia in Levertsweiler der Pfarrgemeinde eine übrig gewordene kleine Glocke geschenkt habe. Die seinerzeit geweihten Glocken mussten im Ersten Weltkrieg abgeliefert werden. Erst 1928 wurden sie ersetzt und geweiht. Auch diese blieben vom Umguss zu Kanonen im Zweiten Weltkrieg nicht verschont. Von 1942 bis 1959 tat eine Notglocke ihren Dienst. Erst im Jahr 1959 schaffte die Pfarrgemeinde drei neue Glocken aus Bronze an, die von der Glockengießerei Kurtz, Stuttgart gegossen wurden. Die kleinste wurde durch Missionsbischof Augustin Olbert dem Kirchenpatron Sankt Urban, die mittlere der heiligen Gottesmutter Maria und die größte als Christusglocke dem Gedenken der Gefallenen und Vermissten beider Weltkriege  geweiht.
Übersicht
| Glocke | Name      | Durchmesser | Gewicht | Schlagton |
| ------ | --------- | ----------- | ------- | --------- |
| 1      | Christus  | 814 mm      | 321 kg  | h′+2      |
| 2      | Maria     | 727 mm      | 228 kg  | cis″+3    |
| 3      | St. Urban | 608 mm      | 132 kg  | e″+4      |

Alle drei Glocken sind in den Uhrschlag der Turmuhr einbezogen: Glocke 1 schlägt jeweils die vollen Stunden, die Glocken 2 und 3 übernehmen den Viertelstundenschlag. Uhrenzifferblätter sind auf allen vier Seiten des Turms angebracht.

### Orgel
In der Kirche befindet sich eine Orgel, die 1987 als Opus 190 von der Orgelwerkstatt Stehle in Haigerloch-Bittelbronn gebaut wurde. Sie verfügt über 14 Register auf zwei Manualen und Pedal.

## Denkmalschutz
Die Kirche steht in dem durch das Landesamt für Denkmalpflege Baden-Württemberg im September 2000 erstellten Verzeichnis der unbeweglichen Bau- und Kunstdenkmale und der zu prüfenden Objekte und ist nach § 2 des Denkmalschutzgesetzes Baden-Württemberg geschützt.
- Siehe auch: Liste der Kulturdenkmale in Ostrach